# 軍事出擊
軍事出擊（英語：Military Attack），是一匹曾在英國和香港出賽的已退役賽駒，來港後練馬師是約翰摩亞，為2012/2013馬季最受歡迎馬匹、最佳中距離馬和香港馬王。在競賽生涯中兩勝國際一級賽。

## 競賽生涯

### 英國
軍事出擊來港前叫作RAVE，一共出戰六場賽事，均為一哩賽事。首戰跑膠沙地只能以第12名完成，其餘五場賽事均為草地，取得三冠兩亞，其中最後兩場在英國雅士谷馬場取得兩連勝，初見質素。

#### 2011-12年馬季
軍事出擊以高價被羅傑承先生購入，來到後被香港賽馬會評為89分，於2月15日跑馬地的二班1650米賽事中初次上陣，以一又四分三馬位輕取對手。此場勝仗亦是著名騎師白德民退役前的最後一場勝仗。接是於香港打吡大賽前夕以後補馬身份出戰一班1800米賽事，僅以第七名完成。及後於香港打吡大賽中雖邀得韋紀力越洋策騎，在末段保持佳勢下僅以第六名過終點。之後返回跑馬地出戰曾勝路程1650米的一班賽事，在爛地下移出大外檔從後追上，以四分三馬位負於沿內欄衝刺的頭馬喜蓮標緻。後來於沙田馬場角逐二班1600米陳祖澤錦標，負頂磅下在直路由跑尾趕過全場對手，以極佳衝刺力勝出，令人留下深刻印象。最後出戰跑馬地銀瓶以半個馬位不敵頭馬取得第三名。賽季結束後其練馬師約翰摩亞安排牠作閹割手術以圖突破。

#### 2012-13年馬季
軍事出擊於10月28日二級賽沙田錦標復出，與頂級佳駒作賽，負113磅力拚下以第四名完成。緊接出戰馬會一哩錦標，因步速不利未崽追上而跑第九名。其後首次角逐香港盃，力追下取得第五名。

踏入2013年，軍事出擊大熟大勇，先出戰跑馬地三級賽一月盃，以半個馬位反勝喜蓮標緻取得首個級際賽冠軍。其後在董事盃和百週年紀念銀瓶分別只能取得第九名和第六名。後來於2月24日香港金盃中，軍事出擊一改以往被動跑法採取前置，在賺盡形勢下顆拍潘頓以二又二分一馬位大勝，贏得首個本地一級賽冠軍。

隨後，軍事出擊以頂磅角逐三級賽精英碟，在把握形勢下慢放勝出。其後出戰女皇盃，因騎師潘頓選擇策騎應屆馬王雄心威龍而易配貝湯美，在不被看好下以一又四份三馬位力壓直路產生小意外的加州萬里，勝出首場國際一級賽。及後在挑戰長途遮打盃或遠征海外中選擇出戰新航國際盃。該戰重配潘頓下沿途跟前，直路一發力旋即拋離對手，最終驚人地以三又四份一馬位擊敗廐侶花月春風，亦為練馬師約翰摩亞贏得其首個海外一級賽冠軍。

軍事出擊憑出色表現在冠軍人馬獎奪得兩個由評審的獎項，分別是香港馬王及最佳中距離馬匹。此外亦奪得由馬迷投票的最受公眾歡迎馬匹獎項。

#### 2013-14年馬季
約翰摩亞曾一度打算安排軍事出擊10月遠征澳洲角逐覺士盾，最終決定留港以香港盃為目標。軍事出擊於10月27日二級賽沙田錦標復出，留後競跑只能以第六名完成。及後首次角逐馬會盃被捧成大熱，跟前下僅得季軍，負於頭馬安賞一又四份三馬位，另人失望。其後出戰香港盃再次成為大熱，慢跑速下沿途留後競跑，末段段速即使全場最快亦姍姍來遲追回一席第四，負於頭馬事事為王一又二分一馬位。賽後軍事出擊廣泛受馬迷質疑其能力是否達到「馬王」級數，騎者潘頓的被動跑法亦受批評。練馬師約翰摩亞向馬主羅傑承提議換人，羅公開表示曾答允潘頓策騎軍事出擊一整季而堅持繼續由他主戰。隨後再董事盃中又一次留後競跑落敗取得第四名，約翰摩亞再次提出換人下終得到馬主同意，於香港金盃改由近況大勇的巴西好手莫雷拉策騎以求取得本季首場勝仗。

於香港金盃，軍事出擊回復最佳跑法跟前競跑，最後二百米透出展開凌厲後勁，成功以三個馬位大勝衛冕，並打開今季勝利之門。賽後約翰摩亞部署馬兒遠征杜拜，並成功入選全球最高獎金賽事杜拜世界盃的參賽名單。期間馬主羅傑承先生於歐文龍貪污案被控洗黑錢罪名成立，被澳門初級法院判監5年3個月。事件發生後香港賽馬會接納他提出的申請，將軍事出擊馬主名義轉讓給其太太梁芷珊女士。比賽當日被香港和海外捧成大熱，然而於直路遲遲未能望空後上，對膠沙地場地亦未見適應，結果大敗一場僅得第十名。返港後出戰女皇盃，惜以頸位負於後當選馬王的威爾頓，衛冕失敗。後再度遠征問鼎新航國際盃，於港被捧成1.6倍大熱，但只能跑入第三未能向該場頭馬另一香港代表花月春風構成威脅。

#### 2014-15年馬季
考慮到約翰摩亞馬房來季擁有步步友及威爾頓等優秀良駒進軍大賽，軍事出擊於新馬季轉投方嘉柏馬房務求另創新高。軍事出擊於10月26日二級賽沙田錦標復出回配潘頓，以半冷身份在頂磅下以短馬頭位勝出這項一哩賽事。緊接出戰馬會盃，以一頭位不敵將男。於正本戲香港盃，再一次以些微差距敗於威爾頓蹄下。

## 詳細賽績
| 日期      | 馬場        | 距離       | 級別 | 賽事名稱              | 負重（磅） | 騎師      | 名次/出馬 | 時間    | 與頭馬距離 | 冠軍（亞軍）   |
| --------- | ----------- | ---------- | ---- | --------------------- | ---------- | --------- | --------- | ------- | ---------- | -------------- |
| 2.5.2011  | 英國 金頓   | 膠沙地1600 |      | 3歲四班處女馬賽       | 129        | S Sanders | 12/14     | 不詳    | 13.8L      | Dimension      |
| 13.5.2011 | 英國 新市場 | 草1600     |      | 3歲五班處女馬賽       | 128（-3）  | P Hills   | 2/13      | 不詳    | 2.3L       | Zain Shamardal |
| 28.5.2011 | 英國 新市場 | 草1600     |      | 3歲五班處女馬賽       | 129        | S Sanders | 1/9       | 1.37.90 | 3L         | （Hayaku）     |
| 18.6.2011 | 英國 艾亞   | 草1600     |      | 3歲0-100分讓磅賽      | 126（-3）  | P Hills   | 2/8       | 不詳    | 3.5L       | Mariachi Man   |
| 8.7.2011  | 英國 雅士谷 | 草1600     |      | 3歲及以上0-90分讓磅賽 | 128（-3）  | P Hills   | 1/10      | 1.44.80 | 3.8L       | （El Wasm）    |
| 23.7.2011 | 英國 雅士谷 | 草1600     |      | 3歲二班讓磅賽         | 129（-3）  | P Hills   | 1/11      | 1.43.30 | 1.5L       | （Albaasil）   |
| 15/02/12  | 跑馬地      | 草1650     |      | 第二班讓賽            | 124        | 白德民    | 1/12      | 1.40.26 | 1-3/4      | （福智）       |
| 04/03/12  | 沙田        | 草1800     |      | 第一班讓賽            | 125        | 郭能      | 7/14      | 1.48.65 | 2          | 開心老友       |
| 18/03/12  | 沙田        | 草2000     | HKG1 | 香港打吡大賽          | 126        | 韋紀力    | 6/14      | 2.04.65 | 1-1/2      | 陽明飛飛       |
| 15/04/12  | 跑馬地      | 草1650     |      | 第一班讓賽            | 122        | 柏寶      | 2/12      | 1.39.15 | 3/4        | 喜蓮標緻       |
| 12/05/12  | 沙田        | 草1600     |      | 第二班讓賽            | 133        | 韋達      | 1/12      | 1.34.79 | 1          | （傲男）       |
| 06/06/12  | 跑馬地      | 草1800     |      | 跑馬地銀瓶            | 118        | 韋達      | 3/12      | 1.49.08 | 1/2        | 開心老友       |
| 28/10/12  | 沙田        | 草1600     | HKG2 | 沙田錦標              | 113        | 梁家俊    | 4/14      | 1.33.97 | 2-1/2      | 雄心威龍       |
| 18/11/12  | 沙田        | 草1600     | G2   | 馬會一哩錦標          | 123        | 郭立基    | 9/10      | 1.34.81 | 4-1/4      | 精彩日子       |
| 09/12/12  | 沙田        | 草2000     | G1   | 香港盃                | 126        | 柏寶      | 5/11      | 2.03.79 | 4-1/2      | 加州萬里       |
| 09/01/13  | 跑馬地      | 草1800     | HKG3 | 一月盃                | 124        | 馬偉昌    | 1/10      | 1.49.73 | 1/2        | （喜蓮標緻）   |
| 20/01/13  | 沙田        | 草1600     | HKG1 | 董事盃                | 126        | 郭立基    | 9/14      | 1.34.32 | 3-1/2      | 精彩日子       |
| 20/01/13  | 沙田        | 草1800     | HKG3 | 百週年紀念銀瓶        | 128        | 祁義理    | 6/13      | 1.47.86 | 3-1/4      | 滿綵           |
| 24/02/13  | 沙田        | 草2000     | HKG1 | 香港金盃              | 126        | 潘頓      | 1/11      | 2.03.01 | 2-1/2      | （滿綵）       |
| 24/03/13  | 沙田        | 草1800     | HKG3 | 精英碟                | 133        | 潘頓      | 1/13      | 1.49.98 | 1/2        | （傲男）       |
| 28/04/13  | 沙田        | 草2000     | G1   | 女皇盃                | 126        | 貝湯美    | 1/14      | 2.02.15 | 1-3/4      | （加州萬里）   |
| 19/05/13  | 克蘭芝      | 草2000     | G1   | 新航國際盃            | 126        | 潘頓      | 1/13      | 1.59.58 | 3-1/4      | （花月春風）   |
| 27/10/13  | 沙田        | 草1600     | HKG2 | 沙田錦標              | 133        | 潘頓      | 6/12      | 1.34.54 | 3          | 大運財         |
| 17/11/13  | 沙田        | 草2000     | G2   | 馬會盃                | 128        | 潘頓      | 3/11      | 2.00.86 | 1-3/4      | 安賞           |
| 08/12/13  | 沙田        | 草2000     | G1   | 香港盃                | 126        | 潘頓      | 4/12      | 2.02.20 | 1-1/2      | 事事為王       |
| 19/01/14  | 沙田        | 草1600     | HKG1 | 董事盃                | 126        | 潘頓      | 4/11      | 1.34.15 | 1-1/2      | 將男           |
| 23/02/14  | 沙田        | 草2000     | HKG1 | 香港金盃              | 126        | 莫雷拉    | 1/7       | 2.01.21 | 3          | （花月春風）   |
| 29/03/14  | 美丹        | 膠沙2000   | G1   | 杜拜世界盃            | 126        | 莫雷拉    | 10/16     | 不詳    | 12-3/4     | 非洲傳說       |
| 27/04/14  | 沙田        | 草2000     | G1   | 女皇盃                | 126        | 莫雷拉    | 2/10      | 2.01.11 | 頸位       | 威爾頓         |
| 18/05/14  | 克蘭芝      | 草2000     | G1   | 新航國際盃            | 126        | 莫雷拉    | 3/12      | 不詳    | 1-1/2      | 花月春風       |
| 26/10/14  | 沙田        | 草1600     | HKG2 | 沙田錦標              | 126        | 潘頓      | 1/14      | 1.34.37 | 短馬頭位   | （大運財）     |
| 23/11/14  | 沙田        | 草2000     | G2   | 馬會盃                | 126        | 潘頓      | 2/12      | 2.01.74 | 一頭位     | 將男           |
| 14/12/14  | 沙田        | 草2000     | G1   | 香港盃                | 126        | 潘頓      | 2/12      | 2.01.97 | 短馬頭位   | 威爾頓         |

## 詳細血統
父系神聖頌歌是2002年出生的馬匹，曾於歐洲勝出日蝕大賽等三項一級賽。母系ALMAASEH出自外祖父1986年凱旋門大賽盟主勇舞，1988年出生，母系第二代AL BAHATHRI，曾勝一級賽愛爾蘭二千堅尼，並當選為1985年愛爾蘭最佳三歲雌馬，而牠所出的子嗣，包括勝出冠軍錦標及二千堅尼兩項一級賽的HAAFHD。母系家族所出的子嗣，主要屬中距離性能。。

## 外部連結
- 香港賽馬會 （页面存档备份，存于）
- 血統表 （页面存档备份，存于）